# Zsolt Muzsnay
Zsolt Muzsnay (* 20. Juni 1965 in Cluj) ist ein ehemaliger rumänischer Fußballspieler und derzeitiger -trainer ungarischer Herkunft. Er bestritt insgesamt 192 Spiele in der rumänischen Divizia A, der ungarischen Nemzeti Bajnokság und der belgischen 1. Division. Außerdem nahm er an der Fußball-Weltmeisterschaft 1990 teil.

## Spielerkarriere
Muzsnay begann seine Karriere in seiner Heimatstadt Cluj bei Universitatea Cluj. Dort rückte er 1983 in die erste Mannschaft, nachdem er von 1982 bis 1983 bei Luceafărul Bukarest gespielt hatte. Mit U Cluj gelang ihm 1985 der Aufstieg in die Divizia A, wo er am 8. März 1986 sein Debüt absolvierte. Danach wurde Muzsnay Stammspieler. Nachdem sich U Cluj stets im Mittelfeld platziert hatte, verließ der den Klub im Jahr 1988 und schloss sich dem Ligakonkurrenten FC Bihor Oradea an. Hier machte er mit neun Toren auf sich aufmerksam, so dass er Oradea bereits ein Jahr später wieder verließ und sich dem rumänischen Spitzenklub Steaua Bukarest anschloss. Mit Steaua wurde er 1990 rumänischer Vizemeister.
Nach der Weltmeisterschaft 1990 verließ Muzsnay Bukarest und wechselte in die ungarische Nemzeti Bajnokság, wo er sich Videoton Székesfehérvár anschloss. Bereits im Jahr 1991 wagte er den Sprung in den Westen und wechselte zu Royal Antwerpen in die belgische 1. Division. In Antwerpen gewann er zwar 1992 den belgischen Pokal, kam aber über die Rolle des Ergänzungsspielers nicht hinaus, so dass er schon ein Jahr später nach Székesfehérvár zurückkehrte und im Jahr 1993 seine Karriere beendete.
Im Jahr 1994 kehrte er noch einmal nach Székesfehérvár zurück, das mittlerweile als Parmalat Székesfehérvár auflief. Dabei kam er wie bei seinem zweiten Comeback für den FC Bihor Oradea in der Saison 1998/99 nur zu wenigen Einsätzen.

## Nationalmannschaft
Muzsnay bestritt insgesamt sechs Spiele für die rumänische Fußballnationalmannschaft, erzielte jedoch kein Tor. Sein Debüt gab er am 31. Juli 1984 gegen China. Er kam nur sporadisch zum Einsatz und wurde von Nationaltrainer Emerich Jenei für die Fußball-Weltmeisterschaft 1990 in Italien nominiert, kam aber nicht zum Einsatz.

## Trainerkarriere
Zu Beginn der Saison 2000/01 war Muzsnay Trainer des Zweitligisten FC Bihor Oradea. Nach der Verpflichtung von Lajos Détári wurde er dessen Co-Trainer. Als Détári nicht rechtzeitig zu einem Freundschaftsspiel erschien, gab Muzsnay dem Schiedsrichter die Anweisung, das Spiel dennoch anzupfeifen. Daraufhin weigerte sich Détári, mit Muzsnay weiter zusammenzuarbeiten und dieser musste den Verein bald darauf verlassen. Bis zum Sommer 2003 war Muzsnay Trainer von Crișul Aleșd in der Divizia D. Am 9. Juli 2003 unterschrieb er einen Vertrag als Co-Trainer von Ionuț Popa beim Erstligisten FC Oradea und wurde im April 2004 als Nachfolger von Dumitru Dumitriu Cheftrainer des Klubs. Er konnte den Abstieg am Ende der Saison 2003/04 nicht mehr verhindern und wurde ab Sommer 2004 Co-Trainer des neuen Chefcoachs Marian Bondrea. Muzsnay betreute den Verein auch nach seiner Umbenennung in FC Bihor Oradea in der Rückrunde der Saison 2004/05. Anschließend wurde er Trainer von Bihoreana Marghita in der Divizia D. Im Oktober 2006 wurde er zum Co-Trainer von Cristiano Bergodi beim Erstligisten CFR Cluj ernannt. Mit diesem erreichte er am Ende der Saison 2006/07 den dritten Tabellenrang und damit die beste Platzierung der Vereinsgeschichte. Dennoch wurde Muzsnays Vertragsverhältnis beendet, da Bergodi im Juni 2007 zu Rapid Bukarest wechselte.
Von Juli 2008 bis 2010 war er Trainer von FC Bioland Paleu, mit dem er 2010 zwar die Staffel des Kreises Bihor in der Liga IV gewinnen konnte, in der Relegation jedoch an FC Someșul Ileanda aus dem Kreis Sălaj scheiterte. Am 7. Februar 2011 übernahm er für kurze Zeit das Training bei Unirea Valea lui Mihai, bevor das Team anschließend unter Chefcoach Sándor Csűri den Aufstieg in die Liga III schaffte. Im Herbst 2011 wurde sein Trainervertrag bei dem Viertligisten Cetatea Biharia aufgelöst und Muzsnay wurde im Oktober 2011 technischer Direktor bei Kinder Paleu-Cetariu, dem Ligakonkurrenten in der Staffel des Kreises Bihor. Vier Spieltage später wurde Trainer Ovidiu Lazăr bei dem Tabellenzweiten entlassen und Muzsnay nahm im November 2011 seinen Platz ein.

## Erfolge

### Als Spieler
- WM-Teilnehmer: 1990 (Ersatzspieler)
- Rumänischer Vizemeister: 1990
- Belgischer Pokalsieger: 1992